# Willem Karel Hendrik Feuilletau de Bruyn (1886-1972)

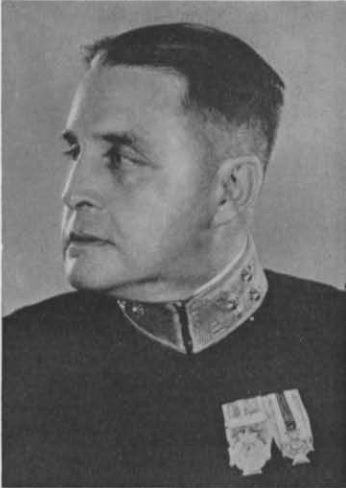
Willem Karel Hendrik Feuilletau de Bruyn

Willem Karel Hendrik Feuilletau de Bruyn (Palembang, 11 juli 1886 - Den Haag, 13 mei 1972) was een Nederlands militair en auteur.
In zijn geboorteplaats was zijn vader, Gaston Feuilletau de Bruyn, militair bij het Koninklijk Nederlandsch-Indisch Leger; zijn grootvader, naar wie hij was vernoemd, droeg eveneens de namen Willem Karel Hendrik Feuilletau de Bruyn.
Hij volgde een officiersopleiding bij de Koninklijke Militaire Academie te Breda, na eerder de HBS gevolgd te hebben. Zijn militaire carrière was – met uitzondering van studie aan de Universiteit van Lausanne – gericht op Nederlands-Indië (waar hij onder meer een exploratie naar de Schouteneilanden leidde). Ook werd hij daar later lid van de in 1918 opgerichte Volksraad totdat hij in 1935 met pensioen ging en naar Nederland verhuisde. Hij publiceerde in die jaren veel, onder meer in het blad Nieuw Guinea.
In Nederland stond Feuilletau de Bruyn in 1937 voor het Verbond voor Nationaal Herstel, een autoritaire politieke partij, op de verkiezingslijst voor de Tweede Kamer. Na de oorlog richtte Feuilletau de Bruyn zich op de kwestie Soekarno en de Republiek Indonesië en was politiek actief.

## Selecte bibliografie
- Schouten- en Padaido-eilanden (Mededeelingen Encyclopaedisch Bureau 21). Batavia, 1920.
- Pioniers in de rimboe; avonturen van een exploratie-detachement in Zuidwest-Nieuw-Guinea. Haarlem: De Spaarnestad, 1947.
- Bijdragen tot de kennis van de economische verhoudingen in de maatschappij van Papoease primitieven op Nederlands Nieuw-Guinea. Den Haag, 1949.